# Радня
Радня (на македонска литературна норма: Радња) е село в Северна Македония, в Община Кавадарци.

## География
Радня се намира в областта Бошава в северните склонове на планината Кожух.

## История
В XIX век Радня е село в Тиквешка каза на Османската империя. Селската църква „Свети Димитър“ е от XIX век, но днес е в руини. Според статистиката на Васил Кънчов („Македония. Етнография и статистика“) от 1900 година Радня има 370 жители българи християни.
При избухването на Балканската война в 1912 година девет души от Радня са доброволци в Македоно-одринското опълчение.
След Междусъюзническата война в 1913 година селото попада в Сърбия.

## Личности
Родени в Радня
- Иван Радналията, деец на ВМОРО, преминал по-късно на страната на гръцката пропаганда
- Стоян Аврамов, македоно-одрински опълченец, 20-годишен, земеделец, 3 рота на 3 солунска дружина[4]

Починали в Радня
- Велко Спирковски (1925 – 1944), югославски партизанин и деец на НОВМ
- Толе Стоянов, български революционер от Тушин, деец на ВМОРО, убит при Радня[5]